# Fridolf Risberg
Fridolf Risberg, född 4 november 1848 i Nysätra socken, Västerbotten, död 27 oktober 1921 i Chicago, var en svenskamerikansk präst, lärare och frikyrkoman.
Fridolf Risberg var son till medicine doktor Jonas Risberg. Efter mogenhetsexamen i Umeå 1868 avlade han teoretisk och praktisk teologisk examen vid Uppsala universitet 1874 samt prästvigdes samma år i Uppsala stift. Han var pastorsadjunkt i Ås socken i Jämtland 1875 samt komminister i Hemsö socken i Ångermanland 1875–1879 och i Edsele socken 1879–1882. Risberg kom under studieåren att genomgå en religiös kris. Han fann till sist sin ställning inom statskyrkan ohållbar och tog 1882 avsked som präst. Risberg verkade därefter som resepredikant hos Södra Ångermanlands missionsförening, till han 1885 på rekommendation av P.P. Waldenström kallades till professor vid Chicago teologiska seminarium. Där var han verksam till 1916. Från 1890 var han även ledamot av styrelsen (1891 skattmästare) för Skandinaviska alliansmissionen, som med bidrag från olika frikyrkosällskap sände ut missionärer, framför allt till Kina. Risberg var även inspektor i svenska sektionen av The Congregational Home Missionary Society från 1907 samt deltog aktivt i The Chicago Hebrew Mission. Han grundade The Bethlehem Swedish Evangelical Church och var under flera år dess ordförande och pastor. Han blev teologie hedersdoktor vid Chicago teologiska seminarium 1910. Risberg var flitig medarbetare i Missions-Vännen med flera tidningar. Han samlade sina artiklar i två böcker, Dagligt Manna (1893) och Bibel-Bilder (1906). Sina memoarer utgav han 1916 under titeln Strödda minnen från mitt flydda liv.